# タートルボウル
タートルボウル（Turtle Bowl、2002年4月9日 -  2017年6月4日）は、アイルランド生産、フランス調教の競走馬・種牡馬。主な勝ち鞍は2005年のジャンプラ賞、ジョンシェール賞。

## 戦績
2004年にデビューし、翌2005年にはオリビエ・ペリエとのコンビでフランスの3歳マイル王決定戦であるジャンプラ賞を制している。
古馬になってからは大レースの勝利こそ無かったものの、2007年のイスパーン賞2着、クイーンアンステークス3着、ジャック・ル・マロワ賞3着など、欧州のマイル戦線の第一線を走った。同年限りで現役を引退。通算成績は21戦7勝（2着6回）。

### 年度別競走成績
- 2004年（4戦1勝）
- 2005年（6戦4勝） - ジャンプラ賞（G1）、ジョンシェール賞（G3）
- 2006年（3戦0勝）
- 2007年（8戦2勝）

## 種牡馬時代
2008年より種牡馬となり、翌年に43頭の初年度産駒が誕生した。その中から2011年のクリテリウム・アンテルナシオナルを制し、翌年の英2000ギニーでもキャメロットの2着に入ったフレンチフィフティーンや、2012年の仏2000ギニー勝ち馬ルカヤンを輩出している。
2012年の種付け料は6000ユーロ（日本円では当時のレートで60万円強）と低価格帯の種牡馬であったが、初年度産駒の活躍や非主流の血統構成により評価は上昇。同年秋に日本の社台グループによって購入され、2013年から社台スタリオンステーションで供用が開始された。同スタリオン事務局の徳武英介は「二軍からの育成ではなく、直接大リーガーを連れてきました」と語った。初年度種付け料は受胎確認後250万円に設定され、116頭の繁殖牝馬と交配した。翌年からは種付け料が200万円に引き下げられたが、2014年89頭、2015年86頭、2016年100頭と安定した種付け数を確保していた。しかし、2017年6月4日、種付け後に心不全で倒れ、急死した。
欧州では初年度のGI勝ち馬2頭以降は目立った活躍馬が生まれず、日本でも2017年6月時点では東京プリンセス賞（大井）を勝ったアンジュジョリーが目立つ程度であった。これにより、2017年の種付け料は100万円に引き下げられ、種付け頭数も急死するまでに33頭と評価を落としていた。
2018年になって日本での初年度産駒トリオンフが小倉大賞典を制し、JRA重賞初制覇を果たした。

### 年度別種牡馬成績
- タートルボウルの産駒成績（netkeiba.com）を参照

### 主な産駒

#### 海外
- 2009年産
  - フレンチフィフティーン / French Fifteen（2011年クリテリウム・アンテルナシオナル、2012年ジェベル賞）
  - ルカヤン / Lucayan（2012年仏2000ギニー、2013年ハリウッドターフカップステークス）

#### グレード制重賞優勝馬
- 2014年産
  - トリオンフ（2018年小倉大賞典、小倉記念、2020年中山金杯）
  - アンデスクイーン（2019年ブリーダーズゴールドカップ、レディスプレリュード、2020年エンプレス杯）
- 2017年産
  - タイセイビジョン（2019年京王杯2歳ステークス、2020年アーリントンカップ）
  - ベレヌス（2022年中京記念）[11]
  - ヴェントヴォーチェ（2022年キーンランドカップ、2023年オーシャンステークス）[12]

#### 地方重賞優勝馬
- 2014年産
  - フライングショット（2016年サッポロクラシックカップ）
  - アンジュジョリー（2017年東京プリンセス賞）
- 2018年産
  - ゴールデンヒーラー（2020年知床賞、プリンセスカップ、2021年あやめ賞、やまびこ賞、ひまわり賞、2022年、2023年青藍賞、2023年栗駒賞、2024年白嶺賞、岩鷲賞）[13]

##### その他
- ビックリシタナモー（2020年太秦ステークス2着、「珍馬名」で知られる小田切有一氏の所有馬）
- ベストタッチダウン（2020年太秦ステークス）

### 母父としての主な産駒
- 2019年産
  - フォートワシントン / Fort Washington（2024年モンマスステークス、2025年カナディアンターフステークス、ディナーパーティーステークス、アーリントンミリオンステークス） - 父ウォーフロント
- 2021年産
  - アンデスビエント（2024年関東オークス） - 父ドレフォン
- 2022年産
  - エイヨーアメジスト（2025年たんぽぽ賞）- 父アレスバローズ
  - リュウノナポレオン（2025年ウイナーカップ）- 父レイデオロ

## 血統表
| タートルボウルの血統       | タートルボウルの血統          | タートルボウルの血統 | （血統表の出典）     | （血統表の出典） |
| 父系                       | ノーザンダンサー系            | ノーザンダンサー系   | ノーザンダンサー系   | [ § 2 ]          |
| 父 Dyhim Diamond 1994 栗毛 | 父の父Night Shift 1980 鹿毛   | Northern Dancer      | Nearctic             | Nearctic         |
| 父 Dyhim Diamond 1994 栗毛 | 父の父Night Shift 1980 鹿毛   | Northern Dancer      | Natalma              |                  |
| 父 Dyhim Diamond 1994 栗毛 | 父の父Night Shift 1980 鹿毛   | Ciboulette           | Chop Chop            | Chop Chop        |
| 父 Dyhim Diamond 1994 栗毛 | 父の父Night Shift 1980 鹿毛   | Ciboulette           | Windy Answer         |                  |
| 父 Dyhim Diamond 1994 栗毛 | 父の母Happy Landing 1984 芦毛 | Homing               | Habitat              | Habitat          |
| 父 Dyhim Diamond 1994 栗毛 | 父の母Happy Landing 1984 芦毛 | Homing               | Heavenly Thought     |                  |
| 父 Dyhim Diamond 1994 栗毛 | 父の母Happy Landing 1984 芦毛 | Laughing Goddess     | Green God            | Green God        |
| 父 Dyhim Diamond 1994 栗毛 | 父の母Happy Landing 1984 芦毛 | Laughing Goddess     | Gay Baby             |                  |
| 母 Clara Bow 1990 鹿毛     | 母の父Top Ville 1976 鹿毛     | High Top             | Derring-Do           | Derring-Do       |
| 母 Clara Bow 1990 鹿毛     | 母の父Top Ville 1976 鹿毛     | High Top             | Camenae              |                  |
| 母 Clara Bow 1990 鹿毛     | 母の父Top Ville 1976 鹿毛     | Sega Ville           | Charlottesville      | Charlottesville  |
| 母 Clara Bow 1990 鹿毛     | 母の父Top Ville 1976 鹿毛     | Sega Ville           | La Sega              |                  |
| 母 Clara Bow 1990 鹿毛     | 母の母Kamiya 1975 鹿毛        | Kalamoun             | *ゼダーン            | *ゼダーン        |
| 母 Clara Bow 1990 鹿毛     | 母の母Kamiya 1975 鹿毛        | Kalamoun             | Khairunissa          |                  |
| 母 Clara Bow 1990 鹿毛     | 母の母Kamiya 1975 鹿毛        | Shahinaaz            | *ヴェンチア          | *ヴェンチア      |
| 母 Clara Bow 1990 鹿毛     | 母の母Kamiya 1975 鹿毛        | Shahinaaz            | Cherry               |                  |
| 母系(F-No.)                | 16号族(FN:16-d)               | 16号族(FN:16-d)      | 16号族(FN:16-d)      | [ § 3 ]          |
| 5代内の近親交配            | Prince Bio5×5＝6.25%          | Prince Bio5×5＝6.25% | Prince Bio5×5＝6.25% | [ § 4 ]          |
| 出典                       | 1. 2. 3. 4.                   | 1. 2. 3. 4.          | 1. 2. 3. 4.          | 1. 2. 3. 4.      |

父Dyhim Diamondはスペインでリーディングサイアーとなっている。